# Karl Becker (Richter)
Karl Becker (* 11. März 1904; † nach 1973) war ein deutscher Jurist.

## Leben
Becker war bis zu seinem Eintritt in den Ruhestand Ende März 1969 Direktor des Verwaltungsgerichts Karlsruhe.
Am 22. Juni 1955 wurde Becker mit 70 von 83 Stimmen vom Landtag von Baden-Württemberg zum stellvertretenden Richter am Staatsgerichtshof für das Land Baden-Württemberg gewählt. Am 16. Juli 1964 wurde er mit 90 von 93 Stimmen vom Landtag in diesem Amt wiedergewählt. Er amtierte bis 1973.